# Малозоркальцевское сельское поселение
Малозоркальцевское се́льское поселе́ние — муниципальное образование в Тобольском районе Тюменской области Российской Федерации.
Административный центр — село Малая Зоркальцева.

## История
Статус и границы сельского поселения установлены Законом Тюменской области от 5 ноября 2004 года № 263 «Об установлении границ муниципальных образований Тюменской области и наделении их статусом муниципального района, городского округа и сельского поселения».

## Население
| 2010  | 2011  | 2012  | 2013  | 2014  | 2015  | 2016  |
| ----- | ----- | ----- | ----- | ----- | ----- | ----- |
| 2330  | ↘2321 | ↗2338 | ↗2341 | ↗2359 | ↘2345 | ↘2316 |
| 2017  | 2018  | 2019  | 2020  | 2021  |       |       |
| ↘2307 | ↘2271 | ↘2222 | ↘2213 | ↗2258 |       |       |

## Состав сельского поселения
| №  | Населённый пункт  | Тип населённого пункта       | Население |
| -- | ----------------- | ---------------------------- | --------- |
| 1  | Абрамова          | деревня                      | 58        |
| 2  | Бабандина         | деревня                      | 16        |
| 3  | Бронниково        | село                         | 26        |
| 4  | Винокурова        | деревня                      | 61        |
| 5  | Лыткина           | деревня                      | 360       |
| 6  | Малая Зоркальцева | село, административный центр | 624       |
| 7  | Медведчикова      | деревня                      | 283       |
| 8  | Нижние Аремзяны   | деревня                      | 716       |
| 9  | Панушкова         | деревня                      | 34        |
| 10 | Шестакова         | деревня                      | 132       |
| 11 | Экстезерь         | деревня                      | 20        |